# エトワール海渡
株式会社エトワール海渡（エトワールかいと、ETOILE KAITO & CO.,INC.）は、服飾品を中心に扱う会員制商社（卸問屋）。

## 概要
繊維卸の集積する馬喰町に大型店舗群を保有する。全国に顧客がおり、かつてはテレビCMでのプロモーションも行っていた。現在はネット卸通販にも進出している。

### 取引形態
現金決済のセルフサービス方式で、店舗を有する小売店を対象とした会員制を採っている。主力店舗（およびオンラインストア）では、一般消費者は対象としていない。

## 店舗
- ファッション館
- リビング館
- ホームデコ館
- ネオ館

※上記4店舗は卸専門店舗であり、会員小売店のみが入店可能。（但し、ネオ館1・2階の「MONOTIAM（クリエイター雑貨のフロア）」は誰でも入店可。）
- ショールーム　マリエ館

※ブライダル用品を中心に展示している。
- その他
  - レストラン「ラ・ステラ」
  - 日本橋クリニック・歯科

## 沿革
- 1902年11月 - 海渡商店（個人商店）創業
- 1937年12月 - 合名会社に改組
- 1948年11月 - 株式会社海渡に改組・社名変更
- 1950年11月 - エトワール（ETOILE）の商標導入
- 1979年4月 - 株式会社エトワール海渡に社名変更

## 関連会社
- 株式会社エトワールインターナショナル